# Црни Божић (филм из 2019)
Црни Божић (енгл. Black Christmas) амерички је слешер хорор филм из 2019. године, редитељке Софије Такал и продуцента Џејсона Блума, са Имоџен Путс, Алејсе Шенон, Лили Донахуе и Керијем Елвесом у главним улогама. Представља други римејк истоименог филма из 1974, који је режирао Боб Кларк. Радња прати групу студенткиња у кући сестринства, које за време божићних празника прогоне маскиране убице.
Филм је премијерно приказан 13. децембра 2019, у дистрибуцији продукцијске куће Universal Pictures. Добио је изразито негативне критике и остварио осредњи комерцијални успех. Иако је филм промовисан као римејк, има веома мало сличности са оригиналом када је радња у питању.

## Радња
За време божићних празника, групу студенткиња са Универзитета Хоторн прогоне маскиране убице. Док покушавају да се одбране, оне схватају да су убице заправо њихове колеге, чланови сатанистичког култа.

## Улоге
| Глумац           | Улога               |
| ---------------- | ------------------- |
| Имоџен Путс      | Рајли Стоун         |
| Алејсе Шенон     | Крис Вотерсон       |
| Лили Донахуе     | Марти Кулиџ         |
| Британи О'Грејди | Џеси Болтон-Синклер |
| Кејлеб Еберхард  | Лендон              |
| Кери Елвес       | професор Гелсон     |
| Сајмон Мид       | Нејт                |
| Маделина Адамс   | Хелена              |
| Натали Морис     | Френи               |
| Бен Блек         | Фил Маклејни        |
| Зои Робинс       | Уна                 |